# Luigi Voltattorni
Luigi Voltattorni (San Benedetto del Tronto, 16 maggio 1964) è un allenatore di calcio ed ex calciatore italiano, di ruolo centrocampista, tecnico in seconda della Sambenedettese.

## Carriera

### Giocatore
Cresce nel vivaio della Sambenedettese Calcio, ceduto all'Alba Adriatica in Promozione disputa tre campionati ottenendo nell'ultima stagione il riconoscimento come miglior calciatore della Promozione Abruzzese, nella stagione 1986-1987  passa al Tortoreto Lido in Interregionale. Nel 1987 viene ceduto al Giulianova in Serie C2 dove disputa tre stagioni, prima di fare il doppio salto di categoria in Serie B all'Avellino nella stagione 1990-1991. Con gli irpini colleziona 34 presenze e 1 gol, passa poi al Modena sempre in serie cadetta (24 presenze). La stagione successiva torna per fine prestito all'Avellino in Serie C1, ed infine alla Sambenedettese in Eccellenza nel 1995 dove vince il campionato. Chiude la carriera disputando nel 1996-1997, 1997-1998 due campionati in Interregionale.

### Allenatore
Dagli anni 2000 ha sempre allenato nelle giovanili della Sambenedettese, assumendo più volte anche il ruolo di vice allenatore della prima squadra. Nel finale di campionato 2005-06 allena con una deroga la prima squadra. Sotto la sua guida la Sambenedettese riesce a sconfiggere per 2-1 il Genoa.  Il 22 gennaio 2018 insieme ad Ottavio Palladini subentra come vice sulla panchina del Teramo che si trova in sedicesima posizione.  Nel 2018 è vice alla Vastese ,dal 2021 al 2024 è vice allenatore del Porto S.Elpidio. Il 7 giugno 2024 torna alla Sambenedettese in Serie D sempre come vice di Palladini, con cui il 13 aprile 2025 vince il Campionato.

## Palmarès

### Giocatore

#### Competizioni regionali
- Eccellenza: 1

Sambenedettese: 1994-1995